# فريديريك بيرير
فريديريك بيرير (بالفرنسية: Frédéric Perrier)‏ هو مجدف فرنسي، ولد في 7 فبراير 1977 في ماكون في فرنسا.

## وصلات خارجية
- فريديريك بيرير على موقع الاتحاد الدولي للتجديف (الإنجليزية)
- فريديريك بيرير على موقع اللجنة الأولمبية الدولية (الإنجليزية)
- فريديريك بيرير على موقع أوليمبيديا (الإنجليزية)